# Гетеборг-Сіті (аеропорт)
Аеропорт Севе (швед. Säve flygplats), або Гетеборг-Сіті (швед. Göteborg City flygplats) (IATA: GSE, ICAO: ESGP) до 2015 року, — аеропорт, розташований за 9,3 км на NW 
 
від центру Гетеборга, поблизу Севе, на острові Гісінген, Богуслен, Швеція. 
Розташований у межах муніципалітету Гетеборг, звідси його колишня назва. 
Це був другий міжнародний аеропорт Гетеборга, з міжнародними регулярними рейсами в 2001 — 2015 роках. 
Крім комерційних авіакомпаній, аеропорт також використовувався низкою рятувальних служб, включаючи шведську берегову охорону.
Через пошкодження злітно-посадкової смуги аеропорту важкими літаками та високу вартість ремонту 18 січня 2015 року аеропорт було закрито для авіасполучення на невизначений термін, але залишається відкритим для легких літаків . 

## Огляд
Хоча в основному це був аеропорт бюджетних авіакомпаній, насправді він розташований ближче до центру Гетеборга, ніж головний аеропорт Гетеборг-Ландветтер, навіть якщо час у дорозі приблизно такий самий. 
Це був один із небагатьох міських аеропортів, який приймав рейси Ryanair у 2000-х роках. 
Аеропорт Гетеборг-Сіті міг приймати літаки коасу до Boeing 737, Airbus A320 або подібні реактивні літаки. 
Аеропорт все ще підтримує діяльність авіації загального призначення, включаючи два аероклуби, «Aeroklubben i Göteborg» і «Chalmers» flygklubb.
DFDS Seaways назвала конкуренцію з боку недорогих авіаперевезень, особливо Ryanair (який літав до Глазго-Прествік і Лондон-Станстед з аеропорту Гетеборг-Сіті), як причину для скасування поромного сполучення Ньюкасл – Гетеборг у жовтні 2006 року. 
 
Це було єдине спеціальне пасажирське поромне сполучення між Швецією та Великою Британією, яке діяло з 19 століття (під різними операторами).

## Історія

### Розвиток
Будівництво аеропорту почалося в 1940 році як військова авіабаза для Göta Wing (F 9), крила ВПС Швеції. 
Авіабаза була закрита в 1969 році. 
Старий цивільний аеропорт в Торсланді (приблизно за 10 км на південь від Севе) було закрито в 1977 році, а регулярні рейси перемістилися в аеропорт Ландветтер; діяльність загальної авіації було перенесено до Севе. 
В 1984 році злітно-посадкова смуга була покращена та подовжена, щоб дозволити працювати більшим бізнес-джетам.
У 2001 році аеропорт було перейменовано на Гетеборг-Сіті, і Ryanair почав виконувати регулярні рейси до Лондона. 
До приходу Ryanair у 2001 році аеропорт мав пасажирообіг 9000 пасажирів на рік; У 2008 році Гетеборг-Сіті пасажирообіг склав 844 000 осіб.
У 2004 році збройні сили Швеції повністю залишили аеропорт, коли була розформована вертолітна ескадрилья шведської морської піхоти. 
Спадщиною військової присутності є музей під назвою Aeroseum, де зберігаються різні винищувачі та історія військової авіації.

### Закриття
26 листопада 2014 року аеропорту довелося заборонити всі важкі літаки, такі як Boeing 737, оскільки рульова доріжка не була призначена для приймання важких літаків. 
Це означало, що всі рейси Ryanair, Wizz Air і Gotlandsflyg були перенаправлені в аеропорт Ландветтер. 
Легкі літаки Sparrow Aviation отримали дозвіл на польоти після одноденної заборони. 
У перші дні після заборони більшість пасажирів усе ще проходили перевірку безпеки в аеропорту Гетеборга перед тим, як їх перевезти автобусом. 

Пізніше вся реєстрація на перенаправлені рейси проводилася в аеропорту Ландветтер.
Початкові плани передбачали, щоб аеропорт залишався закритим для важких літаків принаймні до кінця січня 2015 року. 

Проте 13 січня 2015 року було опубліковано рішення про остаточне закриття аеропорту для пасажирських перевезень через високу вартість розв'язання проблеми злітно-посадкової смуги/рульової доріжки. Sparrow Aviation, використовуючи легші літаки, продовжувала використовувати Гетеборг-Сіті до 18 січня 2015 року 

Аеропорт залишався відкритим до кінця 2015 року в надії залучити можливого покупця, який міг би погодитися на умови Swedavia та забезпечити довгостроковий план. 

У травні 2016 року було оголошено, що автодром буде побудований в аеропорту Севе, призначений для проведення перегонів скандинавського чемпіонату з туристичних автомобілів. 
Проте цього не вдалося реалізувати досі (2021), а сам аеродром не закритий, але все ще відкритий для авіації загального призначення, де розташовані два аероклуби та комерційна льотна школа, а також вертольоти поліції та швидкої допомоги.